# Стефен Ивешен
Стефен Ивешен (на норвежки: Steffen Iversen, наричан в Англия Стивън Ивърсън, неправилно използвана немска транскрипция Щефен Иверсен) е норвежки футболист, нападател. Играе и като крило или флангови полузащитник. Син е на бившия норвежки футболист, централният нападател Од Ивешен. Има отлични умения при игра с глава.

## Кариера
Ивешен започва кариерата си в най-популярния клуб в Норвегия Русенборг. Там обаче играе само 2 сезона (1995 и 1996). Изиграва 50 мача, в които вкарва 18 гола. Печели 2 титли на Норвегия и записва мачове в Шампионската лига. През 1996 е закупен от Тотнъм, когато е само на 20 години. Прекарва там 7 сезона. Благодарение на игрите си в Тотнъм е повикан на националния тим на Норвегия. Стефен добива доста опит с екипа на тима от северен Лондон. През 1999 г. печели Карлинг Къп. В средата на 2003, норвежкият нападател отива в новака във висшата лига ФК Улвърхамптън Уондърърс. Той изиграва за тях 16 мача, в които вкарва 4 гола, но след края на сезона напуска „вълците“, защото отборът изпада от висшата лига. През 2004, Стефен решава да се завърне в Норвегия. Той се присъединява към Волеренга Фотбал като отхвърля оферти от испанския РКД Майорка и английския ФК Евъртън. Вкарва 11 гола в 29 срещи. В средата на 2006 Ивешен се връща там, от където започва кариерата му, а именно в родния Русенборг. През 2006/07 той става голмайстор на Норвежката лига с 18 гола. След края на сезона Ивешен е желан от белгийския ФК Генк, но след множество спекулации трансфера пропада. След това подписва нов договор, който е до 2011 г. От 2011 играе в Кристал Палас. В първите си 5 мача той вкарва 2 гола. От 15 февруари 2012 отново играе за Русенборг.